# Lasioglossum laevissimum
Lasioglossum laevissimum är en biart som först beskrevs av Smith 1853. Den ingår i släktet smalbin och familjen vägbin. Inga underarter finns listade i Catalogue of Life. Arten finns i mellersta Nordamerika.

## Beskrivning
Huvud och mellankropp är ljusblåa till gröna med gul metallglans. Huvudet är påtagligt bredare hos honan. Clypeus har den övre halvan svartbrun, samt den undre halvan och partiet ovanför clypeus och käkarna mässingsglänsande. Antennerna är  mörkbruna, vingarna halvgenomskinliga med ribborna bärnstensfärgade, mörkare hos hanen, samt vingfästena rödbruna. Bakkroppen är svartbrun med bruna bakkanter på tergiterna och sterniterna. Behåringen är gles och vitaktig; på tergiterna bildar den vita mönster som kan ha betydelse för artbestämningen. Honan kan bli 5,1 till 7,1 mm lång, hanen 5,4 till 6,7 mm.

## Utbredning
Lasioglossum laevissimum är vanligt förekommande från södra Kanada (British Columbia till Nova Scotia) över större delen av centrala och östra USA med sydgräns längs delstaten Washington, nordöstra Oregon, Idaho, norra Utah, Colorado, nordöstra New Mexico, norra Texas och därifrån österut över de norra delarna av Mississippi, Alabama och Georgia till South Carolina.

## Ekologi
Arten är polylektisk, den flyger till blommande växter från många familjer, som linväxter, rosväxter, korgblommiga växter, oleanderväxter, korsblommiga växter, flockblommiga växter, strävbladiga växter, brakvedsväxter, ranunkelväxter, kornellväxter, tibastväxter, dunörtsväxter, slideväxter, gentianaväxter, hortensiaväxter, blågullsväxter, ärtväxter, sumakväxter, videväxter och liljeväxter.
Lasioglossum laevissimum är ett eusocialt bi, det bildar ett samhälle med kasterna drottning, hanar (drönare) och arbetare. Bona är ettåriga, precis som hos humlor. Den drottning som grundar ett bo övervintrar och kommer fram under våren. Först producerar hon arbetare, som hjälper henne att ta hand om den fortsatta avkomman. Till skillnad från mer utpräglat eusociala bin, till exempel humlor, är antalet arbetare inte stort, initialt vanligen endast 2–3 stycken. Könsdjuren (ungdrottningar och drönare) kommer senare, under sommaren – sensommaren.
Bona grävs ut i marken. Vanligen är det endast en övervintrande drottning som gör så, men det förekommer att flera drottningar hjälper till att bygga ett bo.

## Bildgalleri

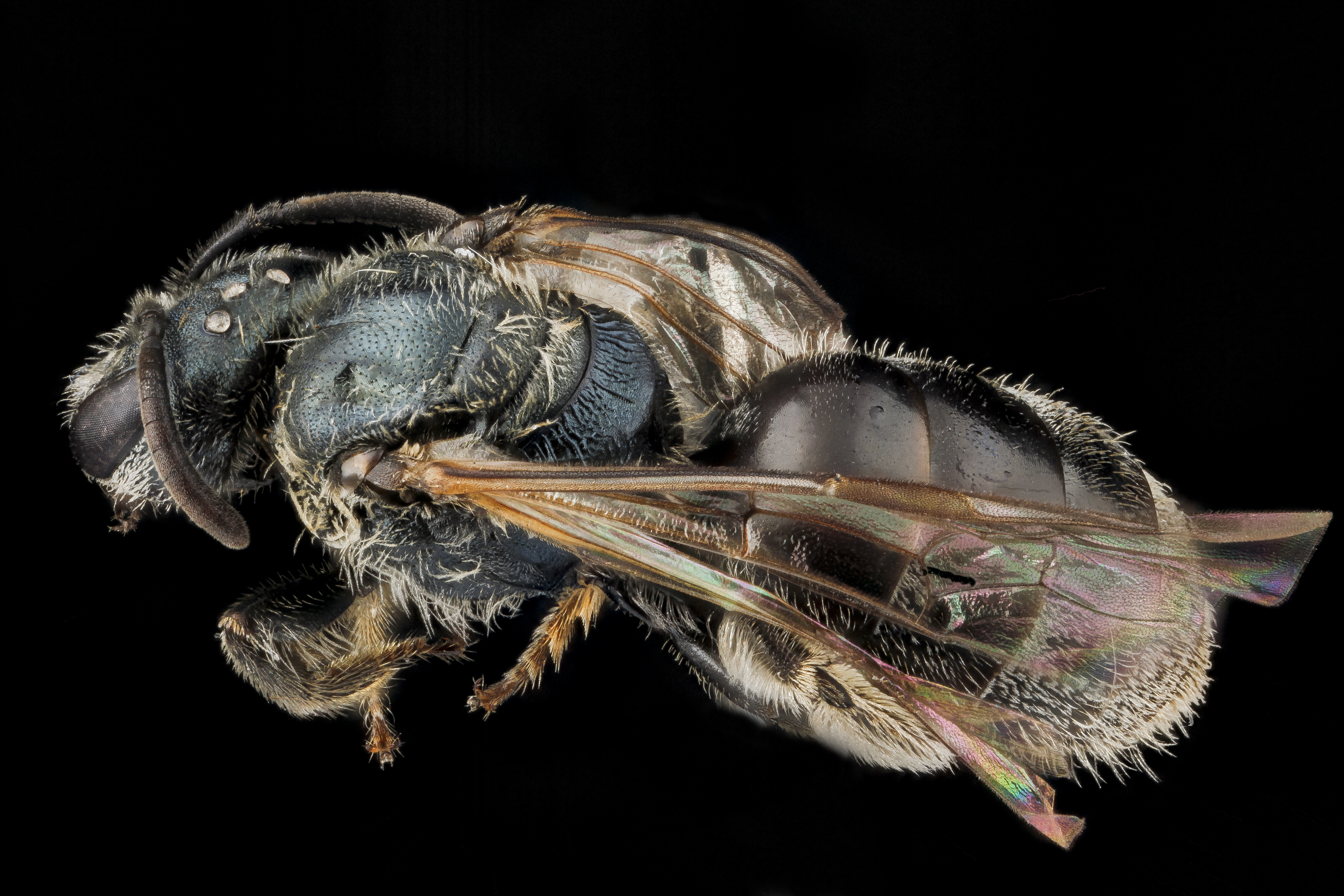
Hona, ryggsida.
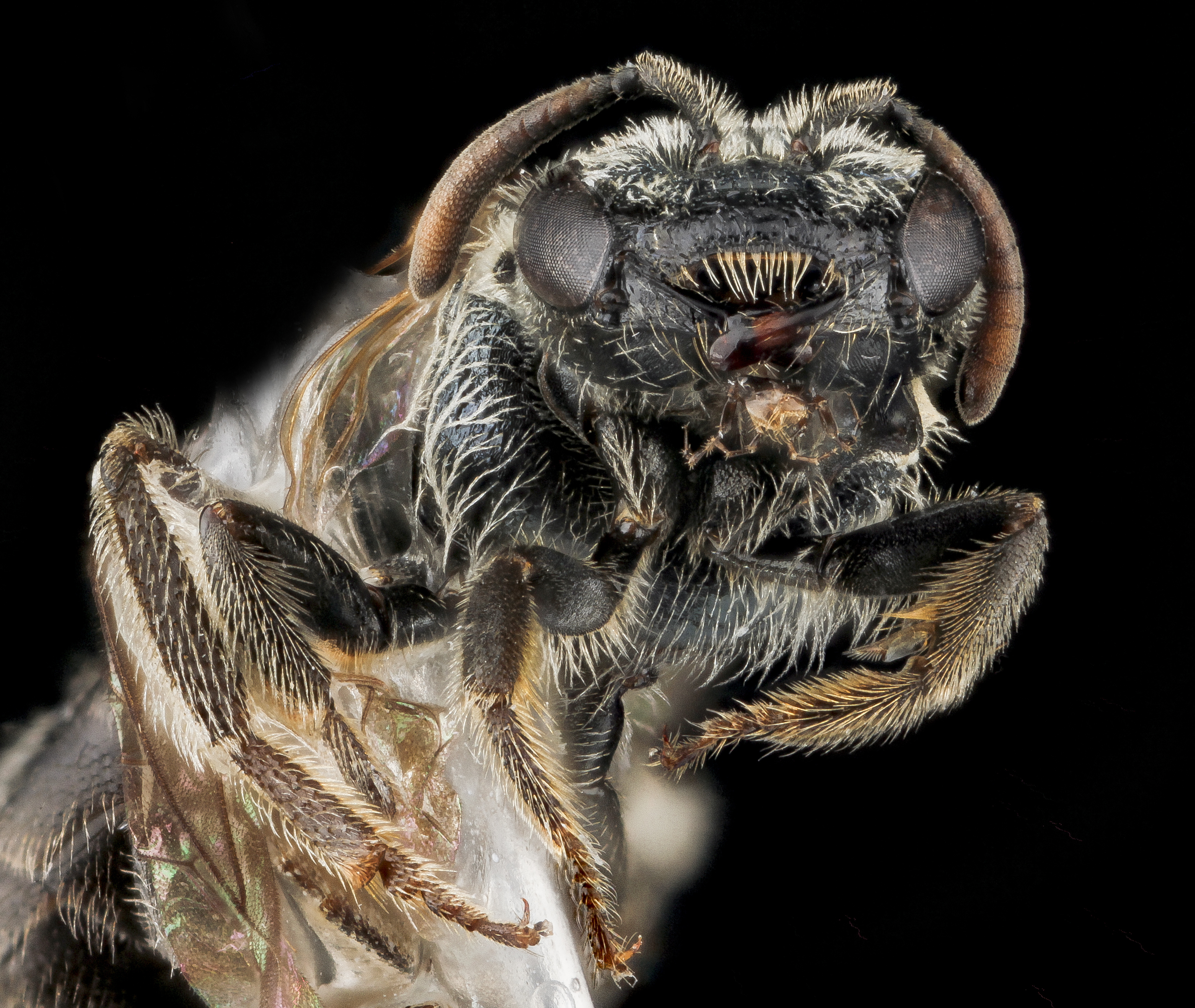
Hona, ansikte.